# Joseph Anton Nagel
Joseph Anton Nagel (* 3. Februar 1717 in Rittberg/Westfalen; † 7. Mai 1794 in Wien) war ein österreich-ungarischer Mathematiker, Höhlenforscher und Kartograf.

## Leben
Nagel kam 1740 zu mathematischen Studien nach Wien, wurde 1748 von Kaiser Franz I. zum Hofmathematiker ernannt und erhielt den Auftrag, naturwissenschaftliche Studien und Forschungen in den österreichisch-ungarischen Ländern durchzuführen, die er ab 1748 zu diesem Zweck bereiste. Seine Höhlenforschungen in verschiedenen Höhlen der Monarchie, wie etwa der Drachenhöhle bei Mixnitz, des Wassermannsloches, der Ötscherhöhlen oder der Höhlen von Postojna sind für die Paläontologie insofern von Bedeutung, als sie ihn mit Fossilien pleistozäner Säugetiere in Berührung brachten, die er als Reste von Tieren ansah, die in der Sintflut umgekommen sind. Er wandte sich damit gegen die Deutung der Fossilien als „Riesen- und Drachenknochen“. Seine handschriftlichen Berichte über diese im Untersuchungen und Höhlenbefahrungen befinden sich in der Nationalbibliothek in Wien.
Als Hofmathematiker unterrichtete er um 1760 Erzherzog Karl Joseph und wurde von Kaiserin Maria Theresia 1768 nach Niederösterreich entsandt, wo sich im Raum von Wiener Neustadt am 27. Februar gegen 01:45 Uhr ein Erdbeben ereignet hatte. Nagel erhielt den Auftrag, eine systematische Schadenserhebung durchzuführen, was für die damalige Zeit einmalig in Österreich ist.
Nagel erarbeitete ab 1770 im Auftrag von Maria Theresia einen Plan der Stadt und ihrer Vorstädte, der 1780/1781 als Kupferstich von Johann Ernst Mansfeld im Maßstab von etwa 1:2600 veröffentlicht wurde.
Schon im Herbst 1774 hatte Nagel einen Grundrissplan der Wiener Innenstadt in größerem Maßstab herausgebracht, der zwar hinsichtlich der topografischen Genauigkeit gegenüber dem Plan von Werner Arnold von Steinhausen aus dem Jahre 1710 einen Rückschritt bedeutete, jedoch seine Bedeutung dadurch erreichte, dass er der Szenografie des Joseph Daniel von Huber für seinen Vogelschauplan als Grundlage diente. Gemeinsam mit diesem dokumentiert der Plan Nagels die Stadt am Ende der Regierungszeit Maria Theresias.